# Villatoro (Ávila)
Villatoro es un municipio de España perteneciente a la provincia de Ávila, en la comunidad autónoma de Castilla y León. Cuenta con una población de 161 habitantes (INE 2024).

## Símbolos
El escudo heráldico y la bandera que representan al municipio fueron aprobados oficialmente el 26 de junio de 2001. El escudo se blasona de la siguiente manera:

«Escudo partido y mantelado en bajo. 1.º de sinople, dos verracos de plata, puestos en palo. 2.º de gules, castillo de oro, mazonado de sable y aclarado de azur. El mantel de azur libro abierto de plata con la fecha 1503. Al timbre corona real cerrada.»
Boletín Oficial de Castilla y León nº 144 de 25 de julio de 2001

La descripción textual de la bandera es la siguiente:

«Bandera rectangular de proporciones 2:3, formada por dos franjas verticales iguales encajadas, blanca al asta con dos verracos rojos y roja con un libro blanco abierto con la fecha 1503.»
Boletín Oficial de Castilla y León nº 144 de 25 de julio de 2001

## Geografía
Integrado en la comarca de Ávila, se sitúa a 42 kilómetros de la capital provincial. El término municipal está atravesado por la carretera N-110 entre los pK 291 y 297, que abandona el municipio por el puerto de Villatoro (1386 metros), comunicando el Valle de Amblés con el valle del Corneja. Además, otras carreteras locales permiten la comunicación con Vadillo de la Sierra y Villanueva del Campillo. 
El relieve del municipio está formado por dos zonas montañosas separados por el valle de Amblés, por el que discurre el río Adaja, el cual nace en el territorio. La zona norte recibe el nombre de Sierra de Villanueva, un ramal de la Sierra de Ávila que hace de límite natural con Villanueva del Campillo y Vadillo de la Sierra. En esta zona norte se alcanzan los 1633 metros de altitud. Por el sureste se encuentra La Serrota, de mayor altitud, cuyos picos más importantes en el municipio son La Serrota (2292 metros), Peña del Belesar (2145 metros), Peña Pajarita (2129 metros) y Risco del Águila (1851 metros). La altitud oscila por tanto entre los 2292 metros (La Serrota) y los 1150 metros a orillas del río Adaja. El pueblo se alza a 1186 metros sobre el nivel del mar.
Los vientos del norte hacen que los termómetros bajen con gran celeridad en el macizo de La Serrota, alcanzándose frecuentemente temperaturas extremas en el invierno. En el monte de la Bardera se conserva un bosque de roble melojo de buena calidad. En el Libro de la Montería de Alfonso XI se señala la presencia de osos en la zona, lo que hace suponer que por aquel entonces los rebollares ocuparían espacios más amplios que en la actualidad.
De Villatoro Camilo José Cela en su libro de viajes Judíos, moros y cristianos. Notas de un vagabundaje por Ávila, Segovia y sus tierras (1956) escribió: 

palpar emocionante los lomos de los torillos ibéricos ......que son duros y humildes como soldados y que saben más historia de España que nadie..........Villatoro con lo poco que le queda de su castillo....tiene un aire noble, vetusto y vergonzante, de hidalgo venido a menos....., que sigue manteniendo la frente en alto y orgullosa

| Noroeste: Villanueva del Campillo            | Norte: Vadillo de la Sierra | Noreste: Poveda              |
| Oeste: Casas del Puerto                      |                             | Este: Pradosegar y Muñotello |
| Suroeste: Villafranca de la Sierra (exclave) | Sur: Cepeda la Mora         | Sureste: Mengamuñoz          |

## Patrimonio

### Iglesia parroquial de San Miguel
El templo iniciado en las primeras décadas del siglo XVI, no se finalizó hasta finales del siglo, aunque en el año 1531 ya se celebró en la capilla mayor la boda entre D. Martín Guzmán de Barrientos y Dª María de Cepeda asistiendo al evento la que después sería Santa Teresa de Jesús. A Juan Campero, maestro en cantería, debemos la traza de la obra, el coro y las portadas sur y oeste. Él fue uno de los jefes del grupo de maestros que trabajaron en Ávila, y él fue el que inició la construcción de las capilla poligonales. Trabajó a las órdenes del Cardenal Cisneros, y sabemos que se asentó en Ávila en 1515. Colaborador de Vasco de la Zarza, creó su propia escuela. Francisco Martín y Domingo Martín fueron sus seguidores, al igual que Cristóbal Ximénez que, a su vez se agruparon bajo la dirección de Pedro de Tolosa. 
El peso de la obra de la iglesia parroquial de San Miguel estuvo en Diego Martín de Valdadas que también intervino en la de Vadillo de la Sierra. Las siete imágenes del retablo mayor, se deben al tallista Domingo Mariño, quien las terminó en el año 1764, siendo tasado y reconocido su trabajo por Lorenzo Galván, y doradas, así como el retablo, por Manuel Jiménez, vecino de Villafranca de la Sierra y el mismo que dorase los retablos colaterales de la parroquia de Muñotello en colaboración con Francisco Pardo en 1767.

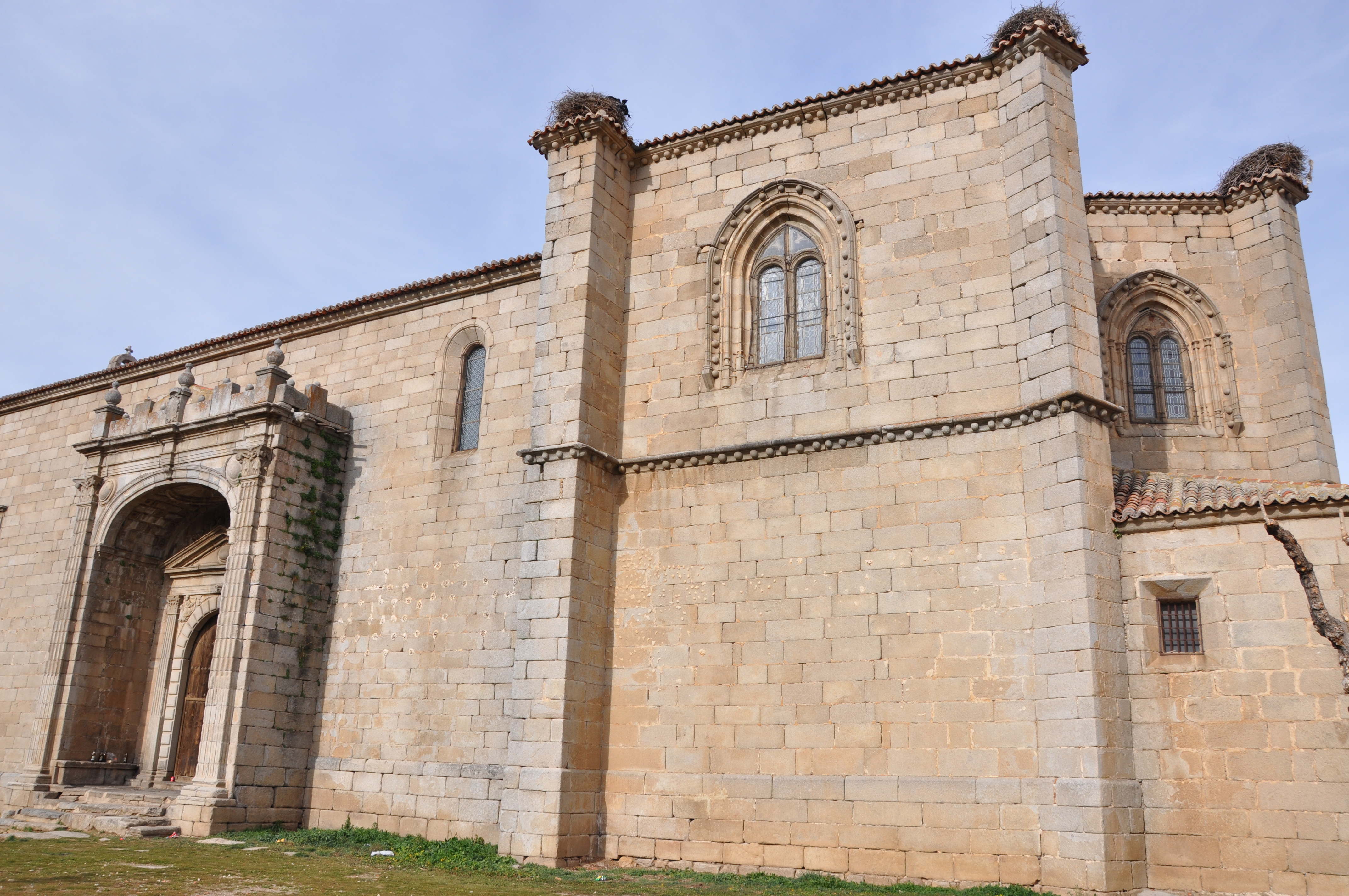
Portada sur, Iglesia de san Miguel Arcángel.
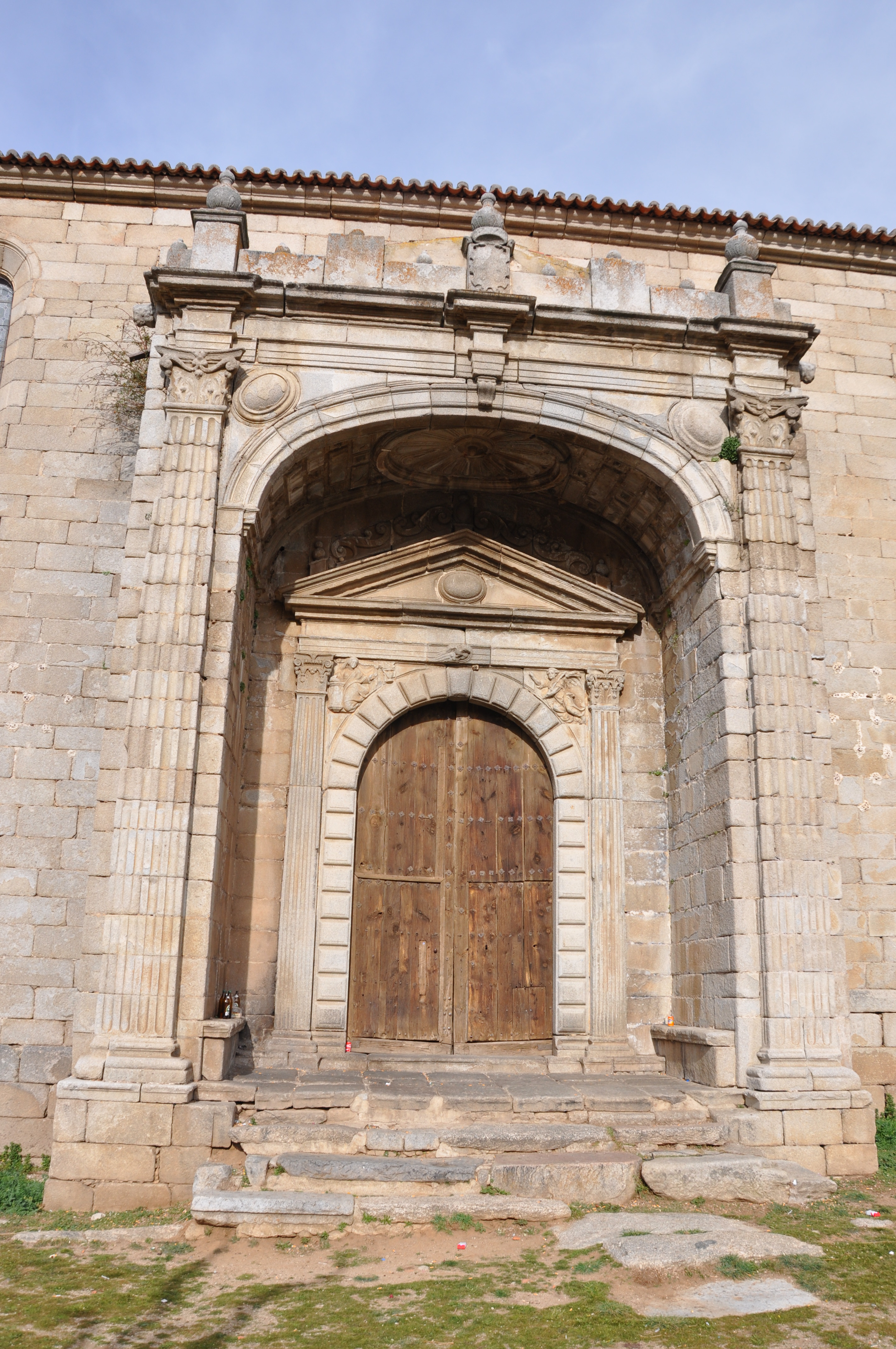
Portal sur de la Iglesia parroquial de San Miguel
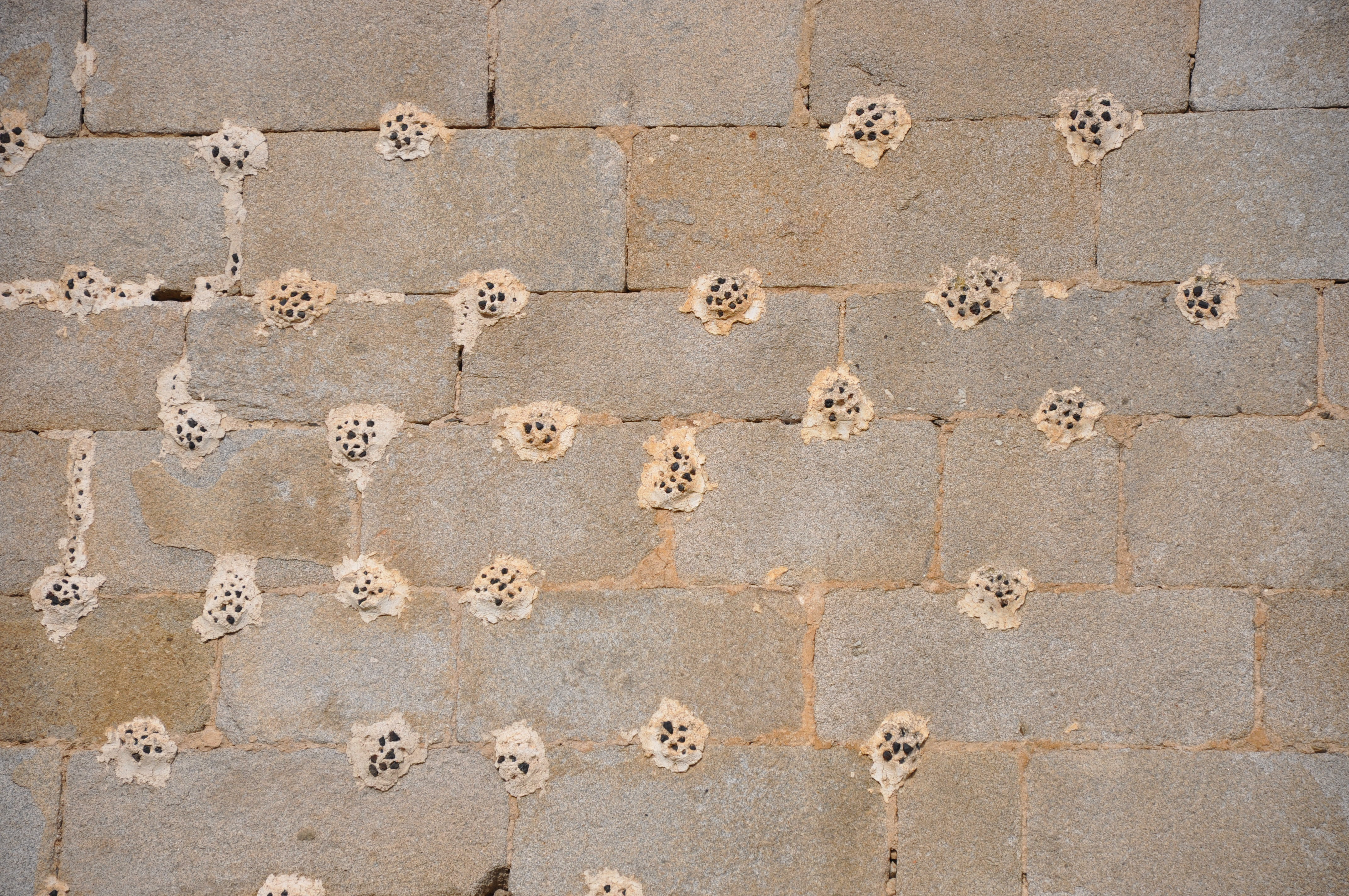
Detalle decorativo en la pared de la iglesia
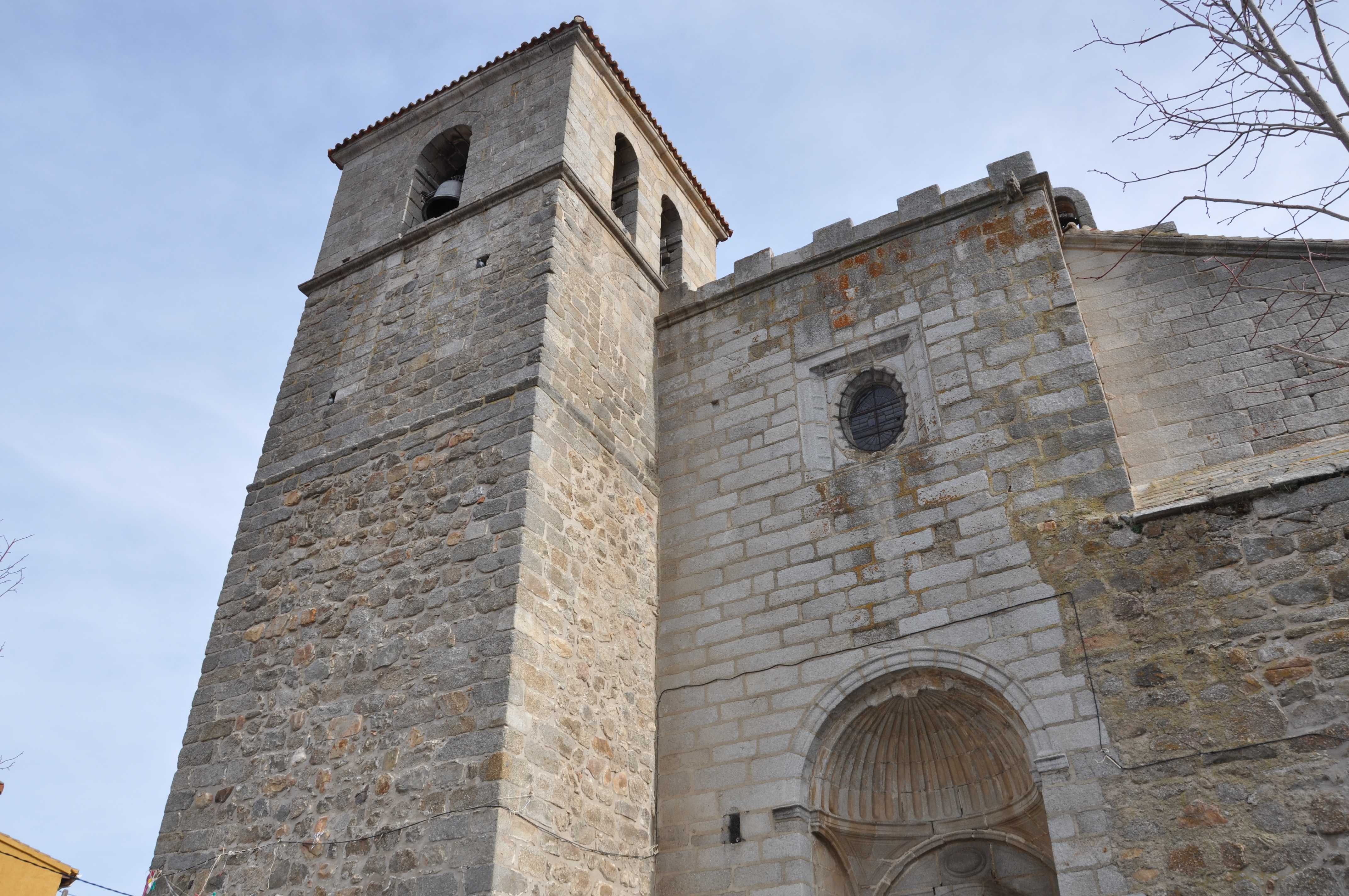
Campanario y puerta oeste
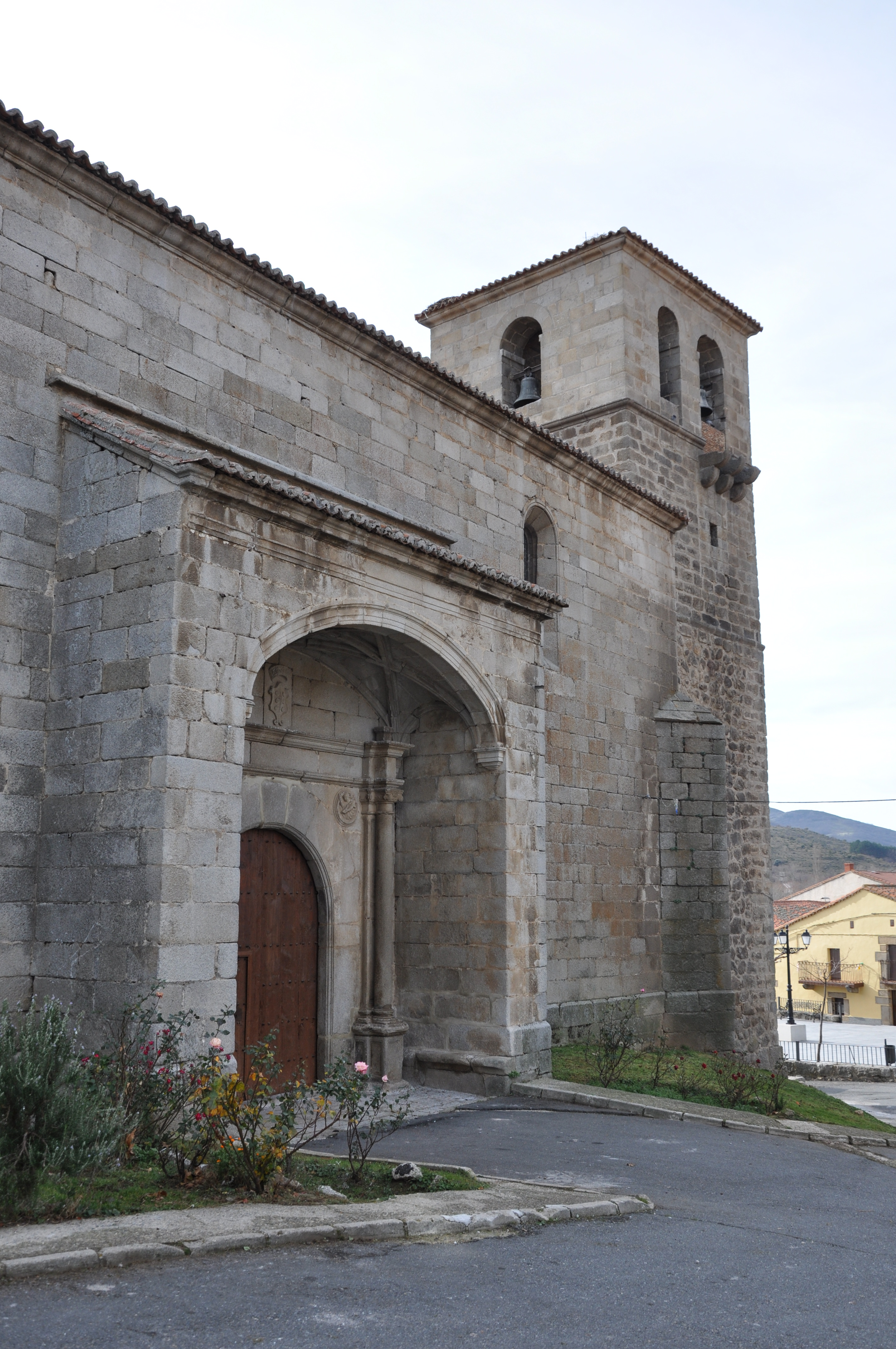
Puerta norte
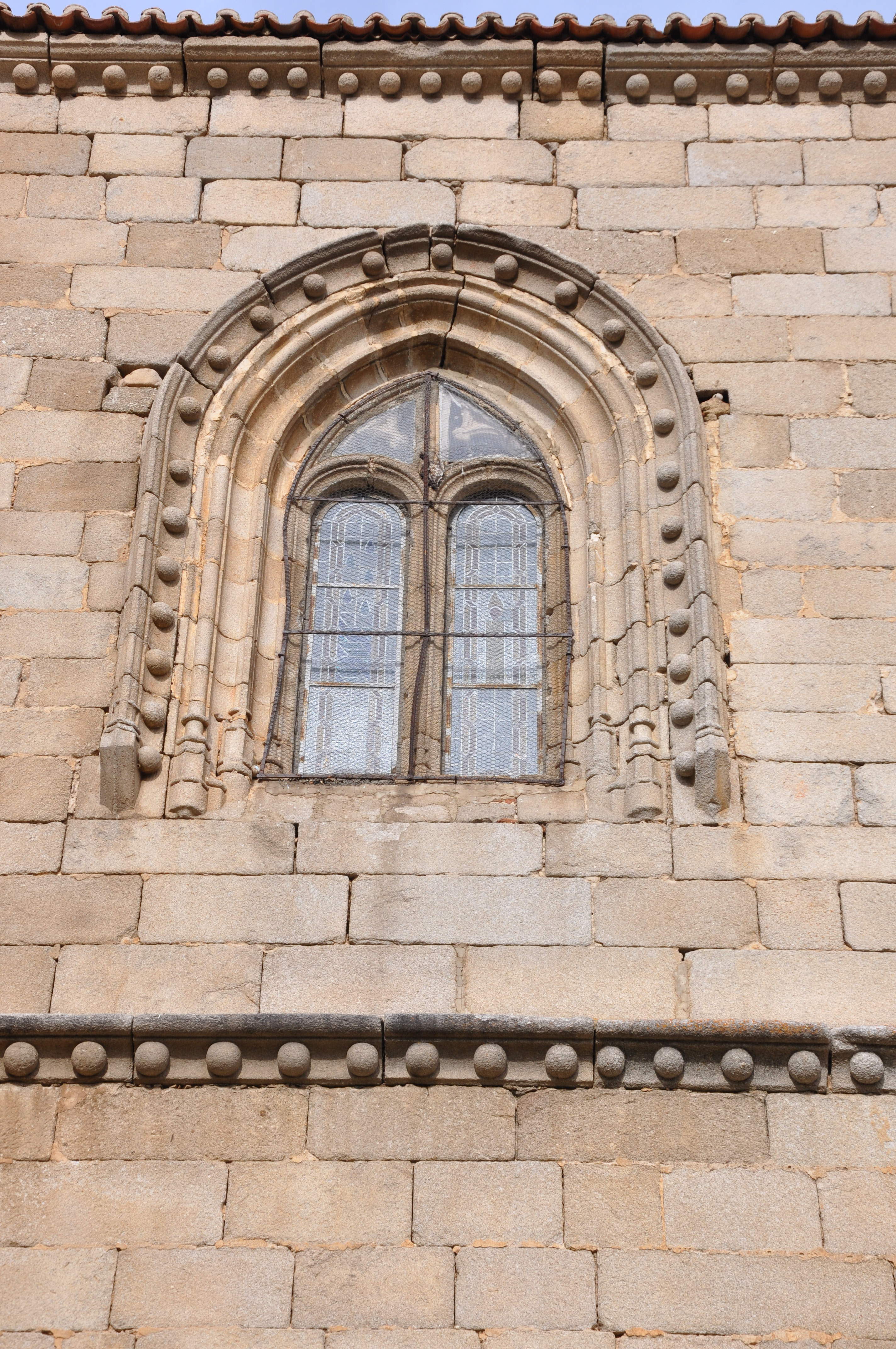
Decoración con bolas típicas de la arquitectura abulense llamado por ello perlado abulense
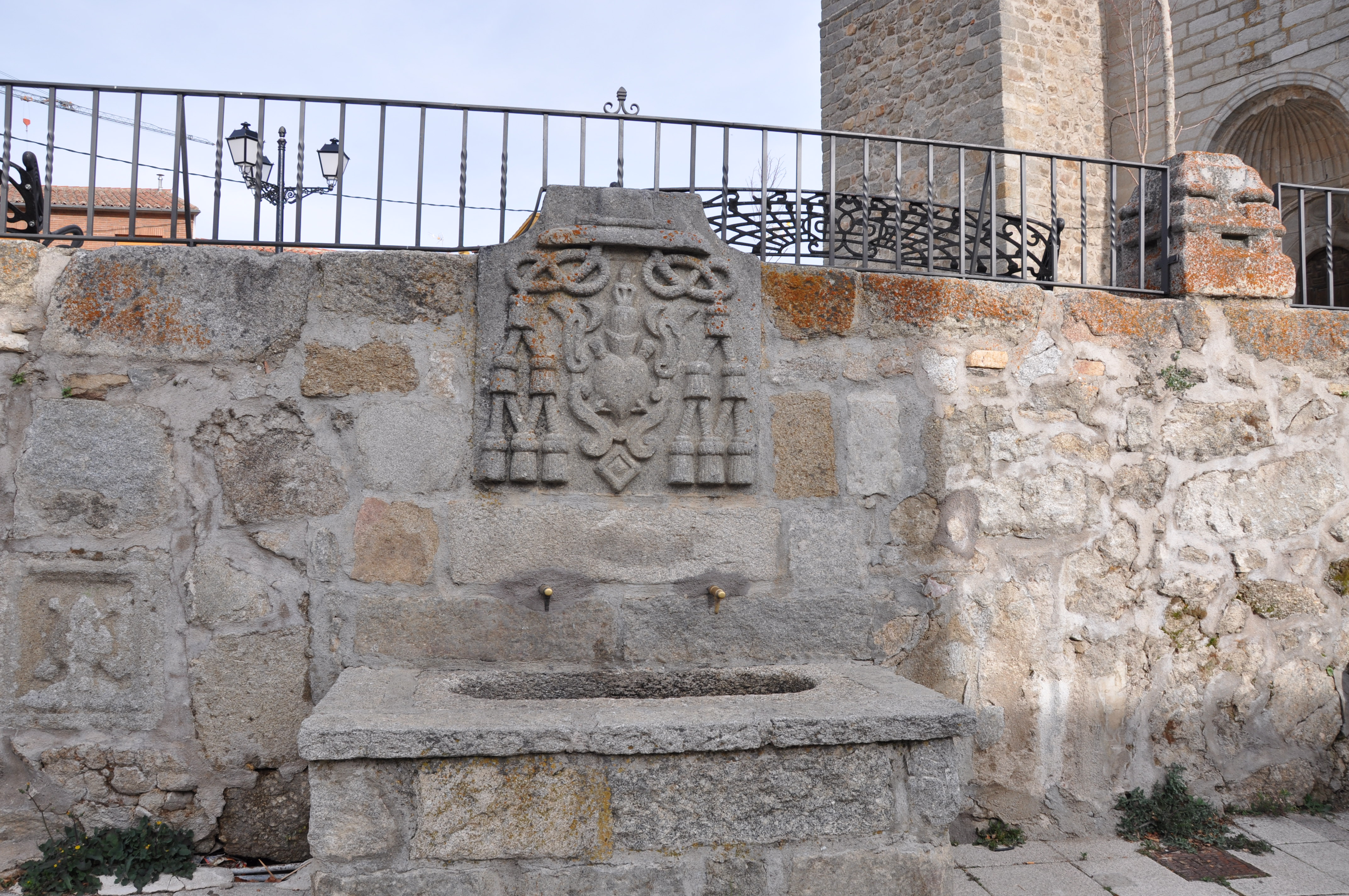
Escudo de los agustinos, traído del Monasterio del Risco

### Castillo de Villatoro
El Castillo de Villatoro del que queda un torreón, reconvertido hoy en el centro de turismo rural Torre del Mayorazgo.

## Demografía
Villatoro cuenta con una población de 161 habitantes (INE 2024).
| Gráfica de evolución demográfica de Villatoro entre 1842 y 2021                                                       |
| |
| Población de derecho según los censos de población del INE. Población de hecho según los censos de población del INE. |